# Mickes äventyr
Mickes äventyr (franska: Modeste et Pompon i original) är en belgisk tecknad serie skapad av André Franquin 1955. Den publicerades åren 1958–1975 i sammanlagt åtta numrerade album.
Serien består i första hand av situationskomik i helsidesformat. Franquin skapade serien för förlaget Le Lombard, efter att han tillfälligt blivit osams med ledningen för Dupuis.
I Sverige gavs fyra album med Mickes äventyr ut under 1980-talet.